# JEFF the Brotherhood
JEFF the Brotherhood est un groupe de rock américain, originaire de Nashville, Tennessee, formé en 2001 par les frères Jake et Jamin Orrall.

## Biographie
Les frères Jake et Jamin Orrall fondent JEFF the Brotherhood en 2001, alors qu’ils sont encore lycéens,. Jamin avait précédemment joué de la batterie dans le groupe Be Your Own Pet. Leur père, Robert Ellis Orrall (en), est un auteur-compositeur-interprète et réalisateur artistique ayant collaboré notamment avec Taylor Swift,,.
En 2002, le duo publie son premier album I Like You via son propre label Infinity Cat Recordings (en). Les albums s'enchaînent ensuite sur ce même label : The Byzantine Empire (2005), Castle Storm (2006), The Boys R Back in Town (2008), et Heavy Days (2009). En parallèle, le groupe publie des splits singles (avec notamment The Greenhornes et Ty Segall), et des publications plus expérimentales au format cassette. Depuis 2009, le groupe est quasi constamment sur les routes avec plus de cent concerts par an.
En 2011, JEFF the Brotherhood signe un contrat de distribution avec l'Alternative Distribution Alliance appartenant à Warner Music Group, ce qui lui assure un plus large public pour son sixième album We Are the Champions,. La même année, le groupe publie un premier album live via le label Third Man Records,.
Pour leur septième album, les frères Orrall font appel à Dan Auerbach des Black Keys à la production. Baptisé Hypnotic Nights, l’album est publié par la major Warner Bros. Records en 2012,,. Deux ans plus tard suit Dig the Classics, EP de reprises d’artistes tels que My Bloody Valentine, Pixies, et Wipers.
En février 2015, le groupe annonce avoir été renvoyé de chez Warner Bros Records. L'album Wasted on the Dream, produit par Joe Chiccarelli (My Morning Jacket, The Strokes), paraît en mars 2015, chez Infinity Cat,. Les lignes de basse sont jouées par Jack Lawrence. D’autres musiciens sont invités, dont Ian Anderson de  Jethro Tull et Bethany Cosentino de Best Coast. En décembre de la même année, le groupe publie l'album Global Chakra Rhythms, aux influences rock psychédélique très marquées.
JEFF the Brotherhood publie son 10e album, Zone, le 12 août 2016, sur le label canadien Dine Alone Records. Il clôt une trilogie débutée avec les albums Heavy Days (2009) et We Are The Champions (2011). Le titre Roachin est chanté par Alicia Bognanno du groupe Bully.

## Formation
- Jake Orrall – chant, guitare
- Jamin Orrall – batterie

D'autres musiciens accompagnent les frères Orrall pour la scène.

## Discographie

### Albums studio
- 2002 : I Like You (Infinity Cat Recordings (en))
- 2005 : The Byzantine Empire (Infinity Cat)
- 2006 : Castle Storm (Infinity Cat)
- 2008 : The Boys R Back in Town (Infinity Cat)
- 2009 : Heavy Days (Infinity Cat)
- 2011 : We Are the Champions (Infinity Cat)
- 2012 : Hypnotic Nights (Warner Bros. Records)
- 2015 : Wasted on the Dream (Infinity Cat)
- 2015 : Global Chakra Rhythms (Infinity Cat)
- 2016 : Zone (Dine Alone Records)
- 2018 : Magick Songs (Dine Alone Records)

### EP
- 2012 : Hypnotic Knights (Warner Bros. Records)
- 2014 :  Dig The Classics (Warner Bros. Records)

### Live
- 2011 : Live At Third Man (Third Man Records)

### Singles
| Année | Single                              | Label(s)                             | Format         | Album                |
| ----- | ----------------------------------- | ------------------------------------ | -------------- | -------------------- |
| 2005  | Cancer Killer                       | Infinity Cat Recordings              | 7" vinyl+DVD   | The Byzantine Empire |
| 2009  | Heavy Damage                        | Crystal Swan/Infinity Cat Recordings | 7" vinyl       | Heavy Days           |
| 2010  | U Got the Look/The Tropics          | Too Pure                             | 7" vinyl       | Heavy Days           |
| 2010  | Mellow Out                          | Suicide Squeeze Records              | 7" vinyl       | We Are the Champions |
| 2011  | Shredder (Golden Label Contest)     | United/Infinity Cat Recordings       | 5" vinyl       | We Are the Champions |
| 2011  | Whatever I Want                     | Third Man Records                    | 7" vinyl       | Hors-album           |
| 2011  | Health and Strength (Heavy Version) | Infinity Cat Recordings              | 7" flexi disc  | Hors-album           |
| 2011  | Something in the Way                | Infinity Cat Recordings              | 7" flexi disc  | Hors-album           |
| 2011  | Stay Up Late                        | Stolen Recordings                    | CD Promo       | We Are the Champions |
| 2013  | Melting Place                       | William Street Records               | Téléchargement | Wasted on the Dream  |
| 2015  | Coat Check Girl                     | Warner Bros. Records                 | Téléchargement | Wasted on the Dream  |
| 2015  | Black Cherry Pie                    | Infinity Cat Recordings              | Téléchargement | Wasted on the Dream  |
| 2016  | Punishment                          | Dine Alone                           | Téléchargement | Zone                 |
| 2016  | Idiot                               | Dine Alone                           | Téléchargement | Zone                 |
| 2021  | Garbage Man                         | Infinity Cat/Earthbound Sound Inc    | 7" vinyl       | Hors-album           |

### Split singles
| Année | Single                           | Autre artiste     | Label(s)                                     | Album                |
| ----- | -------------------------------- | ----------------- | -------------------------------------------- | -------------------- |
| 2009  | Mind Ride b/w Highway Scratch    | Sisters           | Death By Audio/Infinity Cat Recordings       | Heavy Days           |
| 2009  | Bone Jam b/w I Do/Untitled       | Screaming Females | Infinity Cat Recordings                      | Heavy Days           |
| 2010  | Diamond Way b/w My Head Explodes | Ty Segall         | Infinity Cat Recordings                      | We Are the Champions |
| 2011  | Bummer b/w Sunny Adventure       | Best Coast        | Volcom Entertainment/Infinity Cat Recordings | We Are the Champions |
| 2011  | Health and Strength b/w Lampfire | The Greenhornes   | Infinity Cat Recordings                      | We Are the Champions |